# Cocculinidae
Cocculinidae är en familj av snäckor. Cocculinidae ingår i överfamiljen Cocculinoidea, ordningen Archaeogastropoda, klassen snäckor, fylumet blötdjur och riket djur. Enligt Catalogue of Life omfattar familjen Cocculinidae 16 arter.
Cocculinidae är enda familjen i överfamiljen Cocculinoidea.
Kladogram enligt Catalogue of Life:
| Cocculinidae | \| \| Coccopigya \| \| \| \| \| \| Cocculina \| \| \| \| \| \| Fedikovella \| \| \| \| \| \| Paracocculina \| \| \| \| |
|              | \| \| Coccopigya \| \| \| \| \| \| Cocculina \| \| \| \| \| \| Fedikovella \| \| \| \| \| \| Paracocculina \| \| \| \| |
|              | Coccopigya |
|              | |
|              | Cocculina |
|              | |
|              | Fedikovella |
|              | |
|              | Paracocculina |
|              | |